# Melissa Cristina Márquez
Melissa Cristina Márquez (1993) es una bióloga marina y comunicadora científica puertorriqueña. Estudia los peces condrictios, incluidos los grandes tiburones blancos.

## Primeros años y educación
Márquez se inspiró para estudiar los tiburones cuando vio por primera vez un gran tiburón blanco en el programa Shark Week de Discovery Channel, cuando se mudó de México a los Estados Unidos. Completó su licenciatura en el New College of Florida en Sarasota, Florida, y una maestría en la Universidad Victoria en Wellington en Nueva Zelanda.

## Investigación y carrera
Márquez actualmente está cursando un doctorado en Australia.
Márquez está involucrada en múltiples formas de compromiso público. Lanzó The Fins United Initiative para proporcionar "materiales científicamente precisos y de acceso abierto (gratuitos) para educadores de todo el mundo", que incluye recursos bilingües para educadores. Es coanfitriona de ConCiencia Azul, un podcast que entrevista a investigadores de habla hispana sobre temas relacionados con los océanos y los desafíos únicos que enfrentan los países hispanos. En la primavera de 2021, Márquez escribió una serie de libros para niños, titulada Wild Survival!, basada en sus encuentros con animales. También es colaboradora de la sección de ciencia de Forbes.
En 2018, durante una grabación de Shark Week, Márquez fue atacada por un cocodrilo mientras buceaba con tiburones.
Márquez ha sido reconocida previamente como miembro de la lista Badass 50 de febrero de 2021 de InStyle y como miembro de la lista anual Forbes 30 under 30 - Science (2021). Ha hablado sobre su investigación para varios medios de comunicación, incluidos NPR, National Geographic y BBC. Ella será nombrada para la Clase de Historia Hispana del Futuro de Fuse Media de 2021.

## Obras
- Madre de los tiburones. Penguin Young Readers Group, 2023 M05 30 - 48 p. ISBN 0593659864, ISBN 9780593659861
- Crocodile Rescue! (Wild Survival #1). Scholastic Inc., 2 de febrero de 2021 - 240 p. ISBN 1338635077, ISBN 9781338635072 (en inglés)
- Swimming With Sharks (Wild Survival #2). Scholastic Inc., 6 de julio de 2021 - 272 p. ISBN 1338635093, ISBN 9781338635096 (en inglés)
- Chasing Jaguars (Wild Survival #3). Scholastic Inc., 5 de abril de 2022 - 256 p. ISBN 1338635123, ISBN 9781338635126 (en inglés)
- Mother of Sharks. Penguin Young Readers Group, 30 de mayo de 2023 - 48 p. ISBN 059352358X, ISBN 9780593523582 (en inglés)
- Finley's Great White Adventure. 2014 - 25 p. ISBN 1312060301, ISBN 9781312060302 (en inglés)
- Fred and Liam's Big World Adventure. Blurb, Incorporated, 2015. ISBN 1364946610, ISBN 9781364946616 (en inglés)
- Sharks, Skates and Rays of Sarasota Bay, Florida. 2014 - 31 p. ISBN 1304910563, ISBN 9781304910561 (en inglés)

### Publicaciones académicas seleccionadas
- Science Communication in Multiple Languages Is Critical to Its Effectiveness. Melissa C. Márquez y Ana María Porras. Frontiers. 22 de mayo de 2020.[15]
- How 'Blue' Is 'Green' Energy? Andrew J.Wright, Claryana Araújo-Wang, John Y.Wang, Peter S.Ross, JakobTougaard, RobinWinkler, Melissa C.Márquez, Frances C.Robertson, Kayleigh Fawcett Williams, Randall R.Reeves. Trends in Ecology & Evolution. 13 de diciembre de 2019.[16]

### En redes sociales
- Melissa Cristina Márquez en Instagram
- Melissa Cristina Márquez en X (antes Twitter)
- Melissa Cristina Márquez en Facebook